# Otomys uzungwensis
Otomys uzungwensis is een knaagdier uit het geslacht Otomys dat voorkomt in de Uzungwe-bergen van Tanzania en op het Nyika-plateau in Noordoost-Zambia en Noord-Malawi. Het is een kleine soort zonder vlekken achter de oren en met een afgeplatte schedel en brede ossa nasalia. Hoewel deze soort wel tot O. irroratus of O. typus is gerekend, is hij daar zeker niet nauw aan verwant; het is echter nog onduidelijk in hoeverre deze soort verschilt van O. orestes.
Otomys anchietae · Otomys angoniensis · Otomys auratus · Otomys barbouri · Otomys burtoni · Otomys cheesmani · Otomys cuanzensis · Otomys dartmouthi · Bergoorrat (Otomys denti) · Otomys dollmani · Otomys fortior · Otomys helleri · Moerasrat (Otomys irroratus) · Otomys jacksoni · Otomys karoensis · Otomys lacustris · Otomys laminatus · Otomys occidentalis · Otomys orestes · Otomys simiensis · Otomys sloggetti · Otomys sungae · Otomys thomasi · Otomys tropicalis · Otomys typus · Otomys unisulcatus · Otomys uzungwensis · Otomys willani · Otomys yaldeni · Otomys zinki